# Edmílson Gomes
Edmílson Gomes, teljes nevén José Edmílson Gomes de Moraes, gyakran egyszerűen Edmílson (Taquaritinga, 1976. július 10. –) világbajnok brazil labdarúgóhátvéd, középpályás.

## Pályafutása
Edmílson karrierjét hazájában, a São Pauloban kezdte 1994-ben, ahol hat évet töltött. Otthon állami bajnok lett (1998, 2000), elhódította a Copa CONMEBOL-t (1994) és a Recopa Sudamericanát, szintén 1994-ben. Ezt követően Európába tette át a székhelyét, 2000-ben a Lyon szerződtette. Itt honfitársaival, Caçapával és Juninho Pernambucanóval három egymást követő francia bajnoki címhez segítették a Lyont.
2004-ben még egy szinttel feljebb lépett, ekkor ugyanis a spanyol sztárcsapat, a Barcelona nagyjából tízmillió eurót fizetett érte. Első szezonjában egy sérülés miatt mindössze hat összecsapáson kapott lehetőséget. A 2005-06-os szezonra, valamint a BL-küzdelmekre teljesen felépült, és fontos eleme volt Frank Rijkaard csapatának, amely abban az évben mindkét sorozatot meg tudta nyerni.
2008-ban, szerződése lejárta után távozott Barcelonából, majd eltöltött egy-egy rövid időszakot a Villarrealnál és otthon, a Palmeirasban. Ezt követően visszatért Európába, és 2010 telén a kiesés elől menekülő Real Zaragoza játékosa lett. Miután az aragóniai csapat bent tudott maradni, az eredetileg féléves kontraktust meghosszabbították a következő szezonra is, amely során Edmílson megszerezte első gólját is Zaragozában.
2010 nyarán végleg hazatért, utolsó csapata a Ceará volt, ahol tizenegy mérkőzésen kétszer volt eredményes.
A brazil válogatottban 2000-ben, Paraguay ellen mutatkozhatott be. Bekerült a 2002-es vb-re utazó brazil csapatba is, így ő is részese lehetett annak, amikor a csapat megszerezte fennállása ötödik világbajnoki címét. Egyetlen gólt szerzett, Costa Rica ellen, a csoportkörben.
Eredetileg a 2006-os vb-n is ott lett volna, azonban egy sérülés miatt végül a németországi tornán már nem tudott ott lenni.